# Geschichte Antigua und Barbudas
Die Geschichte Antigua und Barbudas reicht von der ersten Besiedlung der Inseln Antigua und Barbuda circa 10.000 v. Chr. über die Kolonialisierung im 16. Jahrhundert bis zur Unabhängigkeit als Antigua und Barbuda am 1. November 1981.

## Erste Besiedlungen bis zum Beginn der britischen Kolonialzeit
Etwa ab 10.000 v. Chr. besiedelte das Volk der Siboney („Steinmenschen“) die Inseln. Bis 1200 verdrängten die Arawak-Indianer aus dem Orinoco-Gebiet die Siboney. Daraufhin fielen Kariben aus Südamerika ein und verbreiteten sich in dem Gebiet. Im Jahr 1493 landete Christoph Kolumbus in Antigua. In den folgenden Jahren wurden die auf den Inseln lebenden Indianer von Spaniern zur Sklavenarbeit nach Hispaniola und in andere spanische Kolonien verschleppt. Ein Großteil der Indianer starb innerhalb kurzer Zeit an den Folgen der Arbeit oder an Krankheiten. Nach 1500 versuchten Spanier, Franzosen und Briten abwechselnd, jeder jedoch erfolglos, die Inseln dauerhaft zu besiedeln und in ihren Besitz zu bringen. Piraten nutzten zu dieser Zeit die Inseln als Rückzugsorte.

## Britische Kolonie und Weg in die Unabhängigkeit
Über 100 Jahre später gelangte Barbuda 1628 in britischen Besitz. Bemühungen seitens der Regierung zur Besiedlung scheiterten allerdings. Vier Jahre danach wurde Antigua von St. Kitts und Nevis aus durch britische Siedler kolonisiert. Die Siedler bauten dort zunächst Tabak an. Saint John’s wurde als erste dauerhafte europäische Siedlung gegründet. 1663 trafen dort die ersten Siedler aus England ein. Auch auf Barbuda wurde 1666 die erste dauerhafte Siedlung errichtet. Die Inseln gehörten ab 1671 zu den Leeward Islands. Im Jahr 1680 gingen weite Teile von Barbuda in den Besitz der Familie Codrington über, die hier den nach ihnen benannten Ort Codrington als Verwaltungszentrum anlegte. Fünf Jahre später wurden auf den Inseln Zuckerrohrplantagen angelegt, welche zum größten Teil von afrikanischen Sklaven bewirtschaftet wurden.
Admiral Horatio Nelson baute 1784 auf Antigua einen britischen Flottenstützpunkt auf. Aufgrund des sturmsicheren Hafens wurde English Harbour zum Hauptquartier der auf den Antillen stationierten Flotte ausgebaut. Die Flottenpräsenz vertrieb die letzten Piraten. Die Sklaverei wurde 1834 abgeschafft, wodurch den Plantagen die wirtschaftliche Basis verloren ging, was eine schwierige Phase des ökonomischen Abschwungs und der Umstrukturierung einleitete. 1860 kam es zur Vereinigung von Antigua und Barbuda, wobei der Name der Kolonie nur Antigua lautete.
Unter der Führung des späteren Premierministers Vere Cornwall Bird formierte sich ab dem Jahr 1940 eine Unabhängigkeitsbewegung. Schon sechs Jahre später erhielten die Inseln ein eigenes Parlament. Antigua und Barbuda erhielt 1956 den Status einer eigenständigen Kolonie. Vom 3. Januar 1958 bis zum 31. Mai 1962 bildeten die Inseln eine Provinz der Westindischen Föderation mit Ian Turbott als Administrator zwischen 1958 und 1964. Am 1. Januar 1960 wurde Bird Chefminister und bekleidete dieses Amt bis zum 14. Februar 1971.
Die Inseln traten am 27. Februar 1967 als assoziierter Staat der Gruppe der Westindischen Assoziierten Staaten bei. Sie erlangten hierdurch die vollständige innenpolitische Autonomie; außenpolitische Belange wurden von Großbritannien wahrgenommen. Im Mai 1968 wurde Antigua und Barbuda Mitglied der Caribbean Free Trade Association (CARIFTA). Am 14. Februar 1971 wurde George Walter von der Progressive Labour Movement (PLM) neuer Chefminister. Die seit Jahrhunderten dominierende Zuckerrohrwirtschaft wurde 1972 eingestellt. Die Landwirtschaft stellte daher nur noch 4 Prozent, die Industrie 22 Prozent und der Dienstleistungssektor 74 Prozent des Bruttosozialprodukts. 1974 wurden die Inseln Mitglied der Karibischen Gemeinschaft (CARICOM), während 1976 durch das Lomé-Abkommen die Assoziierung mit den Europäischen Gemeinschaften erfolgte. Das Land setzte insbesondere auf die regionale wirtschaftliche Zusammenarbeit im Rahmen des Gemeinsamen Karibischen Marktes CSME (Caribbean Single Market and Economy). Am 1. Februar 1976 übernahm Vere C. Bird abermals das Amt des Chefministers.

## Zeit seit der Unabhängigkeit 1981

### Die Herrschaft der ALP unter der Familie Bird
Am 1. November 1981 erlangte der damalige mit dem Vereinigten Königreich assoziierte Staat gegen den Widerstand von Barbuda als „Antigua und Barbuda“ die Unabhängigkeit als Teil des Commonwealth of Nations. Der bisherige Chefminister Vere Cornwall Bird von der Antigua Labour Party (ALP) wurde daraufhin erster Premierminister, während der bisherige Gouverneur Wilfred E. Jacobs erster Generalgouverneur wurde. Am 10. November 1981 wurde der Staat 157. Mitglied der Vereinten Nationen sowie am 5. Dezember 1981 Mitglied der Organisation Amerikanischer Staaten (OAS). Aufgrund einer extremen Trockenheit kam es 1984 zu Ernteeinbußen in der Landwirtschaft. 
Bei den Wahlen zum Repräsentantenhaus am 17. April 1984 errang die ALP 16 der 17 Sitze, so dass Bird seine zweite Regierung bildete. In der Folgezeit trat das Land am 1. April 1987 dem Allgemeinen Zoll- und Handelsabkommen (GATT) bei. Bei den Wahlen vom 9. März 1989 erhielt die ALP 63,8 Prozent der Stimmen und 15 der 17 Sitze im Repräsentantenhaus, so dass Bird sein drittes Kabinett bildete. Allerdings waren anschließend Nachwahlen notwendig, da es bei der Wahl einiger Abgeordneter zu Unstimmigkeiten gekommen war. Am 6. April 1992 schlossen sich die drei wichtigsten Oppositionsparteien Antigua Caribbean Liberation Movement (ACLM), Progressive Labour Movement (PLM) und United National Democratic Party (UNDP) zur United Progressive Party (UPP) zusammen. 
Aus den Wahlen vom 8. März 1994 ging die ALP mit 54,4 Prozent und elf der 17 Sitze als stärkste Partei hervor. Einen Tag nach der Wahl trat Vere Cornwall Bird allerdings zugunsten seines Sohnes und bisherigen Außenministers Lester Bird als Premierminister zurück. Am 22. September 1996 trat Finanzminister Molwyn Joseph zurück und wurde im Anschluss durch John St. Luce abgelöst. Bei den darauf folgenden Wahlen am 9. März 1999 errang die ALP 52,6 Prozent der Stimmen und zwölf der 17 Mandate im Repräsentantenhaus, woraufhin Lester Bird sein zweites Kabinett bildete. Die UPP kam auf 44,5 Prozent und vier Mandate und das Barbuda People’s Movement (BPM) auf 1,3 Prozent und einen Sitz. Die Wahlbeteiligung lag bei 63,6 Prozent.
Wenig später verabschiedete das Repräsentantenhaus einen Zusatzartikel zur Verfassung, mit dem die Geldwäsche bekämpft werden sollte. Am 6. Januar 2001 unternahm Premierminister Lester Bird eine Kabinettsumbildung, bei der der bisherige Finanzminister John St. Luce neuer Innenminister wurde, während Premierminister Bird von diesem zusätzlich das Amt des Finanzministers übernahm. Am 16. Juli 2001 nahm ein unabhängiger Untersuchungsausschuss zur Aufklärung eines Korruptionsskandals in der gesetzlichen Krankenversicherung seine Arbeit auf. Am 26. Juni 2003 bildete Premierminister Lester Bird sine Regierung erneut um. Robin Yearwood wurde daraufhin zum Finanzminister und Longford Jeremy zum Innenminister ernannt.

### Machtverlust der ALP, Regierungszeit der UPP und Rückkehr der ALP an die Macht

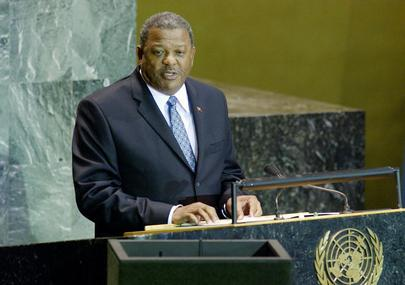
Winston Baldwin Spencer, Premierminister zwischen 2004 und 2014

Bei den Wahlen vom 23. März 2004 erlitt die ALP Lester Birds eine schwere Niederlage und kam nur noch auf 41,7 Prozent der Stimmen und vier Abgeordnete. Die UPP erhielt 55,2 Prozent und stellte zwölf der 17 Mitglieder des Repräsentantenhauses, woraufhin Winston Baldwin Spencer neuer Premierminister wurde und die jahrzehntelange Herrschaft der ALP unter der Familie Bird beendete. Daraufhin bildete Spencer am 24. März 2004 sein erstes Kabinett, in dem Harold Lovell das Amt des Außenministers und Errol Cort das des Finanzministers übernahm. Aufgrund von Unstimmigkeiten kam es am 20. April 2004 zu einer Neuwahl im Wahlkreis Barbuda, der diesmal vom Barbuda People’s Movement (BPM) gewonnen wurde. Am 5. Januar 2005 kündigte Premierminister Spender eine Kabinettsumbildung an, bei der er selbst von Harold Lovell das Amt des Außenministers übernahm. Am 17. Juli 2007 übernahm mit Louise Lake-Tack erstmals eine Frau das Amt der Generalgouverneurin.
Die UPP wurde bei den Wahlen am 12. März 2009 mit 50,9 Prozent und neun Sitzen im Repräsentantenhaus knapp bestätigt, während die ALP sich auf 47,2 Prozent verbessern konnte und nunmehr sieben Abgeordnete stellen konnte. Das Barbuda People’s Movement (BPM) konnte mit 1,1 Prozent einen Abgeordneten stellen. Am 16. März 2009 stellte Premierminister Spencer  sein neues Kabinett vor, dem Harold Lovell als Finanzminister und Errol Cort als Minister für nationale Sicherheit angehörten. Premierminister Spencer selbst blieb weiterhin Außenminister.
2009 brach das Ponzi-System von Allen Stanford, der seinen Finanzkonzern auf Antigua und Barbuda angesiedelt hatte, zusammen.
Aus den Wahlen vom 12. Juni 2014 ging schließlich die ALP mit 56,45 Prozent der Stimmen und 14 der 17 Mandate als klare Siegerin hervor. Die bislang regierende UPP unter Premierminister Spencer stellte mit 41,95 Prozent nur noch drei Abgeordnete im Repräsentantenhaus. Die Wahlbeteiligung lag bei 90,3 Prozent. Neuer Premierminister wurde daraufhin am 13. Juni 2014 Gaston Browne von der ALP. Am 18. Juni 2014 stellte Browne sein Kabinett vor, in dem er selbst das Amt des Finanzministers übernahm, während Charles Henry Fernandez neuer Außenminister wurde.
Nachdem Generalgouverneurin Louise Lake-Tack am 13. August 2014 zurückgetreten war, wurde am darauf folgenden 14. August 2014 Rodney Williams als neuer Generalgouverneur vereidigt.

## Hintergrundliteratur
- Bertelsmann Universallexikon, Band 1, Gütersloh 1987, S. 275 f.
- Chambers Dictionary of World History, Chambers Harrap Publishers, Edinburgh 2002, ISBN 0-550-13000-4, S. 38
- Der große Ploetz. Die Enzyklopädie der Weltgeschichte, Vandenhoeck & Ruprecht. Göttingen 2008, S. 1848